# Pu Songling

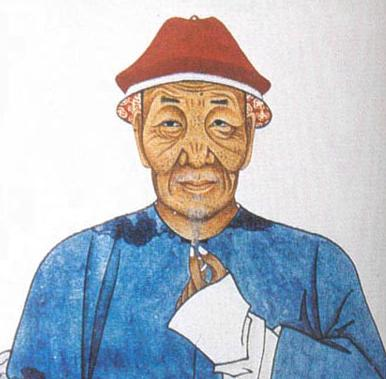
Pu Songling – Zeitgenössisches Porträt

Pu Songling (chinesisch 蒲松齡 / 蒲松龄, Pinyin Pú Sōnglíng, W.-G. P'u Sung-ling; * 5. Juni 1640 Zichuan 淄川, heute: Zibo 淄博, Provinz Shandong; † 25. Februar 1715 ebenda) war ein chinesischer Schriftsteller.

## Leben
Pu Songlings ethnische Herkunft ist nicht abschließend geklärt. Möglicherweise war er Abkömmling einer Jurchen-Familie, die während der Jin-Dynastie nach Shandong auswanderte und sich dort assimilierte. Anderen Theorien zufolge könnten Pus Vorfahren Mongolen oder Hui-Chinesen gewesen sein.
Nach einer kränklichen und öden Kindheit versagte Pú mehrfach bei den kaiserlichen Examina. Seine Träume von einer Beamtenlaufbahn musste er daher frühzeitig aufgeben und arbeitete als Schullehrer. Mit spärlichen Einkünften und fernab von sozialer Anerkennung verbrachte er, abgesehen von einer weiteren Reise, sein gesamtes Leben in seiner Heimatprovinz Shandong. Der Überlieferung zufolge eröffnete er dort ein Teehaus und lud seine Gäste zum Erzählen von Geschichten ein, die er dann aufschrieb und veröffentlichte. Erst im hohen Alter von 72 Jahren, drei Jahre vor seinem Tod, erhielt er ein kleines Amt. In der Zwischenzeit war er vor allem als Privatlehrer tätig, schrieb daneben jedoch unzählige Werke wie Handbücher, Enzyklopädien, Gedichte und Essays. In seinen nachgelassenen Papieren legt Pú Zeugnis von der Einsamkeit und der Frustration seiner letzten Jahre ab: „Ich bin nur ein Vogel, dem es vor dem Winterfrost graut und der in den Zweigen keine Zuflucht findet; die Herbstgrille, die den Mond anzirpt und sich an die Tür schmiegt, um ein wenig Wärme zu erhaschen. Wo sind die, die mich kennen?“ Bis zu seinem Tod war ihm weder ein hoher sozialer Status beschieden noch eine politische Karriere; sein wirklicher Ruhm sollte ihm erst nach dem Tod folgen, dies in Form seines Lebenswerkes, des Liaozhai Zhiyi.

## Werk
Pús bekanntestes Werk ist das Liaozhai Zhiyi (聊齋誌異 / 聊斋志异 – „Seltsame Geschichten aus einem Gelehrtenzimmer“) von 1679. Die erst 1707 endgültig abgeschlossene Sammlung umfasst 431 Erzählungen und verbindet die frühmittelalterlichen Geister- und Liebesgeschichten mit der Novellenkunst der Tang-Zeit.
In zahlreichen der oft übernatürliche oder phantastische Züge tragenden Geschichten kommt die daoistische Vorstellung einer „beseelten Natur“ zum Ausdruck. Zu nennen sind etwa die verbreiteten Fuchsgeister, weibliche Fabelwesen, die nichtsahnende Jünglinge ins Verderben stürzen. In Die Krähen wird die Grenze zwischen Menschen- und Vogelwelt aufgehoben, Verwandlungen zwischen den beiden Gattungen sind jederzeit möglich. Von in Menschengestalt erscheinenden Päonien oder Chrysanthemen berichten die Erzählungen Die Blumenfrauen bzw. Die Chrysanthemengenien. Aber auch gemalte Szenen können sich durchaus mit der Realität vermischen, wie in Das Wandbild.
Religiös-mythologische Motive tauchen etwa in Der Richter auf, wo ein zum Scherz zum Mahle geladener Höllenrichter nicht nur seinem Gastgeber ein neues, „klügeres“ Herz einsetzt, sondern auch seiner Frau einen hübscheren Kopf aufsetzt, oder in Der Gott im Exil wo sich des Protagonisten Yo der Donnergott sowie sein verstorbener Freund Xian annehmen.
Bei aller poetisch-weltflüchtiger Verspieltheit setzt sich Pú aber auch durchaus mit den realen Lebensverhältnissen seiner Zeit auseinander, etwa mit der Korruption der Beamtenschaft, dem unbarmherzig-strengen Examenssystem, der einseitigen Buchgelehrsamkeit der Akademiker. Auch das Flüchtlingselend, die Hungersnöte und das Banditenunwesen der frühen Qing-Zeit werden thematisiert.

## Wirkungsgeschichte
Trotz ihrer Abfassung in der Schriftsprache wurde das Werk sehr bald populär. Gleichwohl war es zunächst nur in Manuskriptform in Umlauf, da sich Pu eine Veröffentlichung finanziell nicht leisten konnte. Eine gedruckte Ausgabe erschien erst 1740 (nach anderer Quelle: 1766) auf Veranlassung eines Enkels des Autors. Bedeutende Teilübersetzungen ins Deutsche stammen von Martin Buber (1911) und Richard Wilhelm (1914); die bisher einzige vollständige Übersetzung (in 5 Bänden) von Gottfried Rösel (1989–1992). Ein großer Verehrer der Liaozhai zhiyi war auch Franz Kafka, der seine Wertschätzung von Bubers Auswahlübersetzung in einem Brief vom 16. Januar 1913 an Felice Bauer zum Ausdruck brachte.
Zahlreiche von Pus Geschichten wurden auch verfilmt, so etwa in A Chinese Ghost Story (倩女幽魂), einem Werk des Hongkonger Regisseurs Tsui Hark (徐克), in Painted Skin (畫皮之陰陽法王, 1992) von King Hu oder einer Adaption des Taiwaners Li Han-Hsiang.

## Werke
- Pu Ssung-ling: Chinesische Geister- und Liebesgeschichten. Literarische Anstalt Rütten & Loening, Frankfurt a. M. 1916 (archive.org – 16 Erzählungen in der Übersetzung von Martin Buber, „mit Hilfe des Herrn Chingdao Wang“).
- Pu Sung-ling: Geister- und Liebesgeschichten aus der Sammlung Liao-dschai-dschi-yi. Deutsch von Gottfried Rösel. Verlag Die Waage, Zürich (Gesamtübersetzung in fünf Bänden).
  - Band 1: Umgang mit Chrysanthemen. 81 Erzählungen der ersten 4 Bücher. 1987, ISBN 3-85966-053-5;
  - Band 2: Zwei Leben im Traum. 67 Erzählungen der Bände 5 bis 8. 1989, ISBN 3-85966-054-3;
  - Band 3: Besuch bei den Seligen. 86 Erzählungen der Bände neun bis zwölf. Verlag Die Waage, Zürich 1991, ISBN 3-85966-058-6;
  - Band 4: Schmetterlinge fliegen lassen. 158 Erzählungen der Bände dreizehn bis fünfzehn. 1992, ISBN 3-85966-059-4;
  - Band 5: Kontakte mit Lebenden. 109 Erzählungen der letzten beiden Bücher sechzehn und siebzehn. 1992, ISBN 3-85966-060-8.
- P'u Sung-ling: Gast Tiger. 14 Erzählungen. Die Bibliothek von Babel, 21. Büchergilde Gutenberg, Frankfurt 2007, ISBN 3-7632-5821-3. Im Anhang 2 Auszüge aus Tsao-Hsueh-Chin, Der Traum der roten Kammer